# Laura Süßemilch
Laura Süßemilch (Weingarten, 23 februari 1997) is een Duitse wielrenster die actief is op de weg en op de baan. Ze werd in 2021 Europees en wereldkampioene in de ploegenachtervolging, samen met Mieke Kröger, Franziska Brauße en Lisa Brennauer.
Op de weg kwam ze vanaf 2019 uit voor diverse Belgische wielerploegen. In 2019 reed ze voor Health Mate-Cyclelive en in 2020 voor Multum Accountants-LSK. In 2021 kwam ze uit voor Ciclismo Mundial, dat in 2022 verder ging als Plantur-Pura en in 2023 stapte ze over naar de opleidingsploeg van hetzelfde team. Vanaf 2024 rijdt ze voor het Britse Hess Cycling Team.

## Palmares

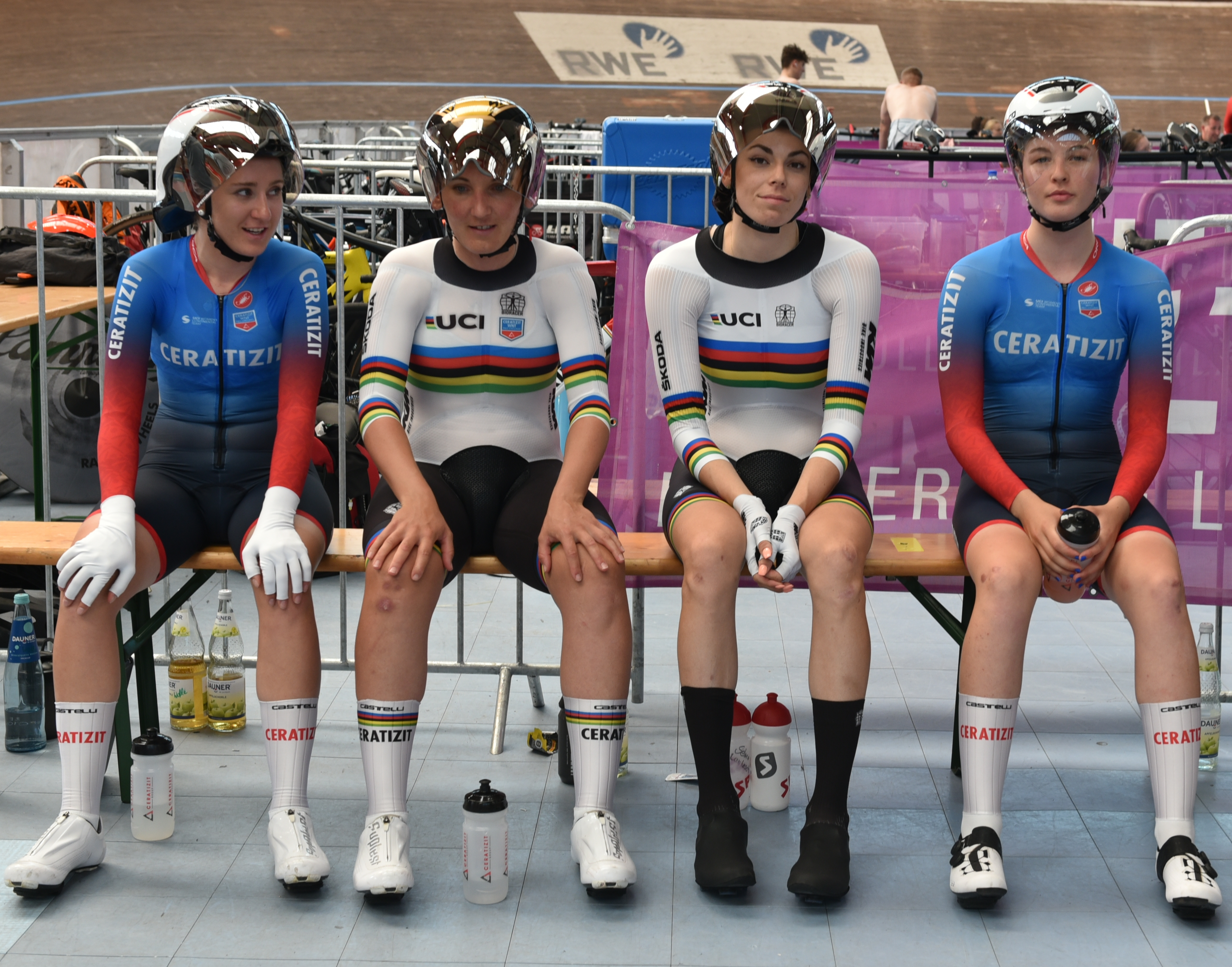
Süßemilch (3e van links) tijdens het Duits kampioenschap op de baan in 2022.

### Baanwielrennen
| Jaar        | DK                                | EK                   | WK                   | Overige     |             |
| Als belofte | Als belofte                       | Als belofte          | Als belofte          | Als belofte | Als belofte |
| ----------- | --------------------------------- | -------------------- | -------------------- | ----------- | ----------- |
| 2017        |                                   | ploegenachtervolging |                      |             |             |
| 2018        |                                   | ploegenachtervolging |                      |             |             |
| 2019        |                                   | ploegenachtervolging |                      |             |             |
| Als elite   |                                   |                      |                      |             |             |
| 2014        | scratch, ploegenachtervolging     |                      |                      |             |             |
| 2016        | ploegenachtervolging              |                      |                      |             |             |
| 2017        | koppelkoers, ploegenachtervolging |                      |                      |             |             |
| 2018        | ploegenachtervolging              |                      |                      |             |             |
| 2021        |                                   | ploegenachtervolging | ploegenachtervolging |             |             |
| 2022        | ploegenachtervolging, scratch     |                      |                      |             |             |
| 2023        |                                   | ploegenachtervolging |                      |             |             |
| 2024        |                                   | ploegenachtervolging | ploegenachtervolging |             |             |
| 2025        |                                   | ploegenachtervolging |                      |             |             |

## Ploegen
- 2016 –  Team Stuttgart
- 2017 –  Team Stuttgart
- 2018 –  Team Stuttgart
- 2019 –  Health Mate-Cyclelive
- 2020 –  Multum Accountants-LSK
- 2021 –  Ciclismo Mundial
- 2022 –  Plantur-Pura
- 2023 –  Fenix-Deceuninck Development Team
- 2024 –  Hess Cycling Team